# Malin Åkerman

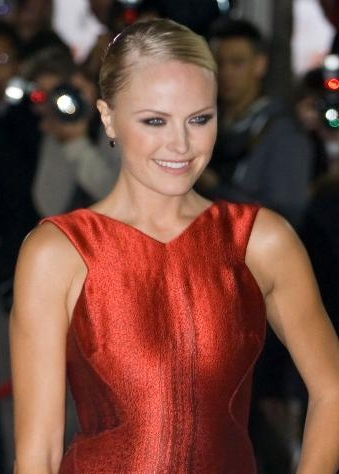
Malin Åkerman (2010)

Malin Åkerman (ur. 12 maja 1978 w Sztokholmie) – kanadyjska aktorka, modelka i piosenkarka pochodzenia szwedzkiego. Prowadząca 68. Konkurs Piosenki Eurowizji w Malmö.

## Filmografia
- 2001: Bractwo (The Circle) jako Tess
- 2003: The Utopian Society jako Tanci
- 2004: O dwóch takich, co poszli w miasto (Harold and Kumar Go to White Castle) jako Lianne
- 2007: Bracia Solomon (The Brothers Solomon) jako Tara
- 2007: Dziewczyna moich koszmarów (The Heartbreak Kid) jako Lila
- 2007: Heavy Petting jako Daphne
- 2008: 27 sukienek (27 Dresses) jako Tess
- 2009: Raj dla par (Couples Retreat) jako Ronnie
- 2009: Narzeczony mimo woli (The Proposal) jako Gertrude
- 2009: Watchmen: Strażnicy (Watchmen) jako Laurie Juspeczyk/Silk Spectre II
- 2010: Bractwo Bang Bang (The Bang Bang Club) jako Robin Comley
- 2011: Paragraf 44 jako Tes
- 2012: Raj na ziemi (Wanderlust) jako Eva
- 2012: Rock of Ages jako Constance Sack
- 2016: Billions jako Lara Axelrod
- 2018: Rampage: Dzika furia[2] (Rampage) jako Claire Wyden